# 12399 Bartolini
12399 Bartolini eller 1995 OD är en asteroid i huvudbältet som upptäcktes den 19 juli 1995 av de båda italienska astronomerna Andrea Boattini och Luciano Tesi vid Pian dei Termini-observatoriet. Den är uppkallad efter Corrado Bartolini.